# شيفيلد فلبس
شيفيلد فلبس (بالإنجليزية: Sheffield Phelps)‏ هو شخصية أعمال أمريكي، ولد في 1921، وتوفي في 2006.